# كارل جون سفينسون
كارل جون سفينسون (بالسويدية: Karl-Johan Svensson)‏ هو لاعب جمباز فني سويدي، ولد في 12 مارس 1887 في بلدية سولنا في السويد، وتوفي في 20 يناير 1964 في ستوكهولم في السويد.

## وصلات خارجية
- كارل جون سفينسون على موقع اللجنة الأولمبية الدولية (الإنجليزية)
- كارل جون سفينسون على موقع أوليمبيديا (الإنجليزية)
- كارل جون سفينسون على موقع اللجنة الأولمبية السويدية (السويدية)